# Прем'єр-міністр Південної Африки
Прем'єр-міністр ПАС і  ПАР (афр. Eerste Minister van Suid-Afrika; англ. Prime Minister of South Africa) -  державна  посада,  що  існувала  протягом   1910 - 1984 рр. в  державі  Південна Африка.
Виникла  у  1910 р.  з  утворенням  ПАС - домініону  В.Британії.  Прем'єр-міністр  ПАС  обирався  в  парламенті  країни  за  підсумками  парламентських  виборів.  Йому  фактично  належала  вся  повнота  виконавчої  влади  в  Південній Африці,  особливо  після  надання  незалежності  В.Британією  своїм  домініонам  у  1931 р. Це  був  фактичний  керівник  держави.  Номінальним  головою  держави  до  1961  р. був  монарх  В.Британії,  а  з  1961  р.  після  поголошення  Південної  Африки  республікою  -  президент ПАР. У  1984  р.  з  прийняттям  нової  конституції  ПАР  посада  прем'єр-міністра  ПАР  була  скасована,  більшість  влади  зосередилась  в  руках  президента  ПАР,  у  якого  став  заступник  - віце-президент.
Список  прем'єр-міністрів Південної Африки
- Луїс Бота - 1910 - 1919
- Ян Смутс - 1919 - 1924
- Джеймс Герцог - 1924 - 1939
- Ян Смутс (вдруге) 1939 - 1948
- Даніель Франсуа Малан - 1948 - 1954
- Йоганнес Стрейдом - 1954 - 1958
- Гендрік Вервурд - 1958 - 1966
- Теофілус Дьонгес в.о. -  6-13 вересня 1966
- Балтазар Форстер - 1966 - 1978
- Пітер Бота - 1978 - 1984